# Namioka Akimura
Namioka Akimura (浪岡顕村?; 1555 – 1578/1604?) fu un daimyō giapponese del periodo Sengoku appartenente al clan Namioka.
Akimura fu figlio ed erede di Namioka Tomokazu e sposò una figlia di Andō Chikasue. Divenne capo del clan in un periodo di declino dello stesso. Quando, nel 1578, Ōura Tamenobu conquistò il castello di Namioka Akimura fuggì. Secondo alcune fonti commise seppuku subito dopo la caduta del castello mentre secondo altre trovò riparo dal clan Andō.